# Polonès
El polonès o polonés és una llengua eslava occidental del grup de les llengües lequítiques, que es parla a Polònia, on és oficial. També és llengua oficial al comtat de Vílnius, a Lituània. Es tracta de la sisena llengua més parlada de la Unió Europea.
El polonès s'escriu amb alfabet llatí. Aquest fet distintiu entre les diferents llengües eslaves es deu a la religió. És a dir, si es tracta de cristians ortodoxos (tradicionalment) utilitzen l'alfabet ciríl·lic, i si es tracta de cristians catòlics (tradicionalment) utilitzen l'alfabet llatí.
El polonès, com la major part de les llengües eslaves, es declina. Té set casos: nominatiu, acusatiu, genitiu, datiu, instrumental, prepositiu i vocatiu; i tres gèneres: masculí, femení i neutre. La seva riquesa fonètica presenta dificultats als parlants estrangers, sobretot per la gran varietat de sons fricatius i africats que conté. Totes les paraules són planes i no es fa servir l'accent gràfic tònic, sinó un accent que marca palatalitzacions.
Com a curiositat antigament a Polònia la llengua de cultura havia estat el llatí, fins que, entre d'altres, es van començar a traduir obres per a les reines, que no sabien llatí i només les podien entendre en polonès.

## Distribució geogràfica
El polonès es parla sobretot a Polònia. Aquest és un dels estats europeus més homogenis lingüísticament: gairebé un 97% dels ciutadans polonesos declara ser de llengua materna polonesa. Aquesta homogeneïtat es deu en gran part a les expulsions de les minories alemanyes després de la Segona Guerra Mundial i també a la supressió de les llengües "estrangeres" per l'aparell comunista durant la Guerra Freda. Després de la Segona Guerra Mundial els territoris prèviament polonesos que foren annexionats per l'URSS van conservar una part important de població polonesa que no va voler o poder emigrar cap a la Polònia de la postguerra. Així existeixen avui encara importants minories poloneses a Lituània, Belarús i Ucraïna. A Lituània és la llengua minoritària més usada al Comtat de Vílnius (representa el 26% de la població, segons el cens de 2001). A Ucraïna, la llengua polonesa gaudeix d'una gran presència a les regions de Lviv i Lutsk. A la Belarús occidental les minories poloneses són particularment presents a les regions de Brest i de Grodno.
A conseqüència de moviments migratoris existeixen comunitats de llengua polonesa a l'Argentina, Austràlia, Àustria, l'Azerbaidjan, el Brasil, el Canadà, la República Txeca, Estònia, Finlàndia, Alemanya, Grècia, Hongria, Israel, Irlanda, el Kazakhstan, Letònia, Nova Zelanda, Noruega, l'Àfrica del Sud, Suècia, Romania, Rússia, Eslovàquia, als Emirats Àrabs Units, al Regne Unit, Uruguai i als Estats Units.

### Dialectes
El polonès té diversos dialectes que corresponen bàsicament a les antigues divisions tribals: els més significatius (en nombre de parlants) són el de la Gran Polònia (sud-est), el mazovià (Mazòvia i Mazúria) i el silesi (Silèsia). El mazovià comparteix algunes característiques amb el caixubi, els parlants (entre 100.000 i més de 200.000) del qual viuen a l'oest de Gdańsk, prop de la mar Bàltica.
Hi ha petites comunitats de parlants d'idiomes com el belarús, ucraïnès i alemany, així com algunes varietats del romaní.

## Elements de vocabulari
| Expressió en polonès                | Significat de l'expressió en català               |
| ----------------------------------- | ------------------------------------------------- |
| Cześć / hej (informal)              | Ei / Hola                                         |
| Dzień dobry                         | Bon dia (Salutació)                               |
| Miłego dnia                         | Bon dia (Acomiadament)                            |
| Dobry wieczór                       | Bon vespre / Bona tarda                           |
| Do widzenia                         | A reveure                                         |
| Do zobaczenia / Na razie (informal) | A reveure / Fins ara                              |
| Do usłyszenia                       | Fins ara (únicament per a converses telefòniques) |
| Dobranoc!                           | Bona nit!                                         |
| Dobra robota!                       | Molt bé! / (Treball) Ben fet!                     |
| Nieźle!                             | No està malament!                                 |

| Número              | Nom en polonès   | Nom en català         |
| ------------------- | ---------------- | --------------------- |
| 0                   | Zero / Nic       | Zero / Res            |
| 1                   | Jeden            | U / Un                |
| 2                   | Dwa              | Dos                   |
| 3                   | Trzy             | Tres                  |
| 4                   | Cztery           | Quatre                |
| 5                   | Pięć             | Cinc                  |
| 6                   | Sześć            | Sis                   |
| 7                   | Siedem           | Set                   |
| 8                   | Osiem            | Vuit                  |
| 9                   | Dziewięć         | Nou                   |
| 10                  | Dziesięć         | Deu                   |
| 11                  | Jedenaście       | Onze                  |
| 12                  | Dwanaście        | Dotze                 |
| 13                  | Trzynaście       | Tretze                |
| 14                  | Czternaście      | Catorze               |
| 15                  | Piętnaście       | Quinze                |
| 16                  | Szesnaście       | Setze                 |
| 17                  | Siedemnaście     | Disset                |
| 18                  | Osiemnaście      | Divuit                |
| 19                  | Dziewiętnaście   | Dinou                 |
| 20                  | Dwadzieścia      | Vint                  |
| 30                  | Trzydzieści      | Trenta                |
| 40                  | Czterdzieści     | Quaranta              |
| 50                  | Pięćdziesiąt     | Cinquanta             |
| 60                  | Sześćdziesiąt    | Seixanta              |
| 70                  | Siedemdziesiąt   | Setanta               |
| 80                  | Osiemdziesiąt    | Vuitanta              |
| 90                  | Dziewięćdziesiąt | Nouranta              |
| 100                 | Sto              | Cent                  |
| 500                 | Pięćset          | Cinc-cents            |
| 1000                | Tysiąc           | Mil                   |
| 1000000             | Milion           | (un) Milió            |
| 1000000000          | Miliard          | Miliard (mil milions) |
| 1000000000000       | Bilion           | Bilió                 |
| 1000000000000000    | Biliard          | Biliard (mil bilions) |
| 1000000000000000000 | Trylion          | Trilió                |

## Alfabet
L'alfabet polonès té 32 caràcters; 9 són vocàlics i 23 són consonàntics.
- A Ą B C Ć D E Ę F G H I J K L Ł M N Ń O Ó P R S Ś T U W Y Z Ź Ż
- a ą b c ć d e ę f g h i j k l ł m n ń o ó p r s ś t u w y z ź ż

També existeixen lletres importades d'altres llengües, però són molt poc utilitzades: Q V X
Durant els últims temps està de moda utilitzar aquests caràcters en l'argot juvenil, com per exemple en el restaurant varsovià Qchnia, i.e. kuchnia significa cuina.

## Vocals
En polonès existeixen nou vocals, de les quals set són simples i dues nasals. De les simples, cinc són les mateixes que en català [a, e, i, o, u]; a més, la /ó/ té una pronúncia diferent i ocupa el seu propi capítol al diccionari, tot i que la seva pronúncia moderna és la mateixa que la de /u/ i la /y/, que és considerada una vocal. Les vocals nasals són dues: /ą, ę/.

### Vocals simples
| Lletra | Nom                    | AFI | So català             | Exemple | Significat |
| ------ | ---------------------- | --- | --------------------- | ------- | ---------- |
| a      | a                      | [a] | mal                   | matka   | mare       |
| e      | e                      | [ɛ] | e oberta, com exèrcit | sen     | somni      |
| i      | i                      | [i] | si                    | blisko  | prop       |
| o      | o                      | [ɔ] | cosa                  | Polska  | Polònia    |
| u      | u                      | [u] | suc                   | ulica   | carrer     |
| ó      | ó kreskowane u otwarte | [u] | suc                   | góra    | muntanya   |
| y      | igrek                  | [ɨ] | i/e                   | syn     | fill       |

### Vocals nasals
La llengua polonesa és l'única llengua eslava que conserva les vocals nasals de la llengua protoeslava. De tota manera, aquestes vocals nasals tendeixen a desaparèixer, especialment a final de paraula; a més, aquestes vocals mai es trobaran a principi de paraula.
Les vocals es marquen mitjançant un accent diacrític conegut com a ogonek (el significat literal del qual és "cueta").
| Letra | AFI  | So català                              | Exemple | Significat |
| ----- | ---- | -------------------------------------- | ------- | ---------- |
| ą     | [ɔɰ̃] | oun                                    | wąs     | bigotis    |
| ę     | [ɛɰ̃] | eun; a final de paraula es pronuncia e | gęsty   | espès      |

#### Comportament
- [ą] i [ę] davant de [b] i [p] es pronunciaran "om" i "em" respectivament.

trąba gęba
- [ą] i [ę] davant de [d], [t], [dz] i [ts] es pronunciaran "on" i "en" respectivament.

tędy kąt ręce biorąc
- [ą] i [ę] davant de [ć] i [dź] es pronunciaran "ony" i "eny" respectivament.

kręci będzie dąć błądzi
- [ą] i [ę] davant de [g] i [k] es pronunciaran "ong" i "eng" respectivament.

mąka ręka
- [ę] a final de mot es perdrà la nasalització; d'aquest mode, idę (jo vaig), que s'hauria de pronunciar [idèun], serà normalment pronunciat [idèn] o fins i tot [idè]. A més, si una [i] precedeix aquesta vocal nasal, ambdues seran pronunciades gairebé com un so, suavitzant la consonant anterior, imię (nom) serà pronunciat "imièun", sent la [m] suau, prop de la [ny].
- Com a dalt, la [i] després de [c, s, z, dz] i davant d'una vocal precedint alhora una altra vocal (c/s/z/dz + i + vocal + consonant), suavitza: pociąg (tren) [potxo(u)ng] en comptes de [potsio(u)ng].

## Consonants
En polonès no es pot parlar de consonants, sinó de sons consonàntics, ja que hi ha diversos dígrafs que representen un so només, com la [tx] o [ny] en català.
Una consonant un so
Algunes de les consonants tenen un so idèntic al català:
| Lletra | AFI | So català | Exemple | Traducció      |
| ------ | --- | --------- | ------- | -------------- |
| b      | [b] | Barcelona | Bóg     | Déu            |
| d      | [d] | David     | dobry   | bo             |
| f      | [f] | Figueres  | film    | pel·lícula .¡. |
| g      | [g] | gos       | gazeta  | periòdic       |
| k      | [k] | kilo      | kot     | gat            |
| l      | [l] | lògica    | lampa   | llum           |
| m      | [m] | Martorell | mięso   | carn           |
| n      | [n] | ningú     | naród   | nació, poble   |
| p      | [p] | Pirineus  | pole    | camp           |
| r      | [r] | però      | ryba    | peix           |
| s      | [s] | Sabadell  | sala    | saló           |
| t      | [t] | Tarragona | tani    | barat          |

La [ń], es pot incloure en aquest apartat, ja que és idèntica al dígraf català [ny]: Catalunya.
| Lletra | AFI | So català | Exemple  | Traducció  |
| ------ | --- | --------- | -------- | ---------- |
| ń, ni* | [ɲ] | Catalunya | koń, nie | cavall, no |

A continuació es mostren les lletres amb pronúncies que no corresponen al català o que no hi existeixen.
| Lletra  | AFI       | So català                       | Exemple       | Traducció        |
| ------- | --------- | ------------------------------- | ------------- | ---------------- |
| c       | [ʦ]       | Tsunami                         | noc           | nit              |
| ć, ci*  | [tɕ]      | cotxe                           | mieć, ciemno  | tenir, foscament |
| h       | [x]       | halar                           | hala          | sala, nau        |
| j       | [ȋ] o [j] | iena, iogurt                    | jutro         | matí             |
| ł       | [ȗ] o [u] | web                             | mały          | petit            |
| ś, si*  | [ɕ]       | caixa (corresponent sh anglesa) | środa, siedem | dimecres, set    |
| w       | [v]       | v francesa                      | wino          | vi               |
| z       | [z]       | casa (s sonora)                 | zero          | zero             |
| ź, zi*  | [ʑ]       | alveopalatal fricatiu sonor     | źle, zielone  | malament, verd   |
| ż / rz* | [ʒ]       | Girona                          | róża, rzeka   | rosa, riu        |

Dígrafs o consonants dobles
| Lletra   | AFI  | So català           | Exemple        | Traducció      |
| -------- | ---- | ------------------- | -------------- | -------------- |
| ch       | [x]  | jamón (en espanyol) | chleb          | pa             |
| cz       | [ʧ]  | cotxe               | czas           | temps          |
| dz1, 3   | [ʣ]  | magatzem            | bardzo         | molt           |
| dź, dzi² | [dʑ] | Girona              | dźwig, godzina | ascensor, hora |
| dż       | [ʤ]  | gerro               | dżem           | melmelada      |
| sz       | [ʃ]  | gronxador           | szynka         | pernil         |

## Gramàtica
El polonès presenta declinacions en substantius, adjectius i pronoms en set casos: nominatiu, acusatiu, genitiu, datiu, instrumental, locatiu i vocatiu. Cada paraula variable pot tenir tres gèneres (masculí, femení i neutre) i dos nombres (singular i plural). No existeixen els articles.
El polonès té un sistema de numerals força complex. A part dels cardinals, determinats quantitatius i noms col·lectius es comporten com a numerals en la complementació i declinació.

## Text d'exemple
Wszyscy ludzie rodzą się wolni i równi pod względem swej godności i swych praw. Są oni obdarzeni rozumem i sumieniem i powinni postępować wobec innych w duchu braterstwa.
Tots els éssers humans neixen lliures i iguals en dignitat i drets i, dotats com estan de raó i consciència, han de comportar-se fraternalment els uns amb els altres.